# Mesosa longipennis
Mesosa longipennis là một loài bọ cánh cứng trong họ Cerambycidae.